# Bunker Hill (Oregon)
Bunker Hill é uma Região censo-designada localizada no estado norte-americano de Oregon, no Condado de Coos.

## Demografia
Segundo o censo norte-americano de 2000, a sua população era de 1462 habitantes.

## Geografia
De acordo com o United States Census Bureau tem uma área de 
4,0 km², dos quais 3,8 km² cobertos por terra e 0,2 km² cobertos por água.

## Localidades na vizinhança
O diagrama seguinte representa as localidades num raio de 28 km ao redor de Bunker Hill. 